# Конфедерація
Конфедера́ція (лат. confœderatio) — політичний союз, кожний член якого зберігає незалежність. Форма державного або соціального устрою. Конфедеративна держава має власні органи державної влади та управління, але водночас створює спеціальні органи для координації діяльності в певних, чітко визначених сферах (насамперед військовій, рідше зовнішньополітичній, економічній та інших сферах).
Члени конфедерації зберігають свій державний суверенітет, незалежну систему органів влади, своє законодавство і передають в компетенцію Союзу лише рішення обмеженої кількості питань — найчастіше в області оборони, зовнішньої політики. Рішення щодо загальних для союзних держав питань не обов'язково діють на території кожної, що входить в конфедерацію.
Конфедерація — форма державного устрою, яка зустрічається найрідше. Деякі політологи навіть схильні не вважати конфедерацію повноцінною, справжньою державою. Форма організації центрального уряду при такому державному устрої буде слабкою: центральний орган в конфедерації не володіє безпосередньою юрисдикцією над громадянами держави і діє тільки через суб'єкти, рішення так званих органів спільного управління, які не володіють силою прямої дії. Такі рішення можуть вступити в силу тільки після затвердження центральними органами влади держав-членів конфедерації. У конфедерації немає єдиної вищого законодавчого органу, так само, як і єдиного громадянства. Країни-учасниці конфедерації мають право за бажанням вийти зі складу конфедерації, тобто розірвати конфедеративний договір. Відповідно до Е. Хейвуда, концепція конфедерації — найслабша форма наднаціонального співробітництва. Вона охоплює будь-які форми взаємодії держав, які зберігають незалежність і суверенітет кожної країни.

## Ознаки конфедерації
1. Відсутність загальної для всієї конфедерації території і державного кордону.
2. Відсутність загальних законодавчих органів і системи управління.
3. Відсутність загальної для всіх учасників конституції, законодавства, громадянства, фінансової системи.
4. Відсутність суверенітету конфедерації, але збереження міжнародного статусу учасників.
5. Наявність загального конфедеративного органу, що складається з делегатів суверенних держав.
6. Рішення загальних конфедеративних органів здійснюються за принципом консенсусу.
7. Наявність права виходу зі складу конфедерації.

## Конфедеративні держави

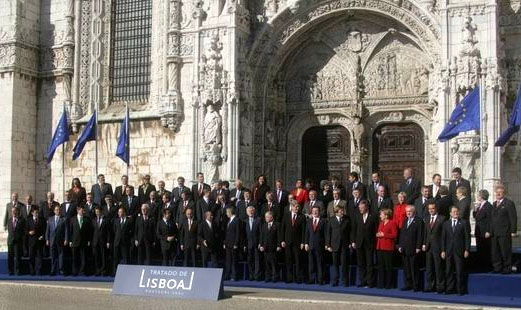
Підписанти Лісабонської угоди, 13 грудня 2007. Лісабонська угода внесла деякі нововведення в основоположний Договір про Європейський Союз

Часом термін конфедерація помилково використовується замість федерація. Конфедерація — це країна або утворення, схоже у своїй пірамідальній структурі на федерацію, але з не таким могутнім центральним урядом. Конфедерація може складатися з країн-членів, що тимчасово делегують свій суверенітет, які у своїх повноваженнях можуть вважатися цілком суверенними і залишають право на вихід. Хоча конфедерація це «вільне подружжя», але, дійсно, різниця з федерацією не є виразною.
Через етап конфедерації пройшли США, Нідерланди, Швейцарія, остання конфедерація — Сенегамбія, 1981—1989 роки.

### США

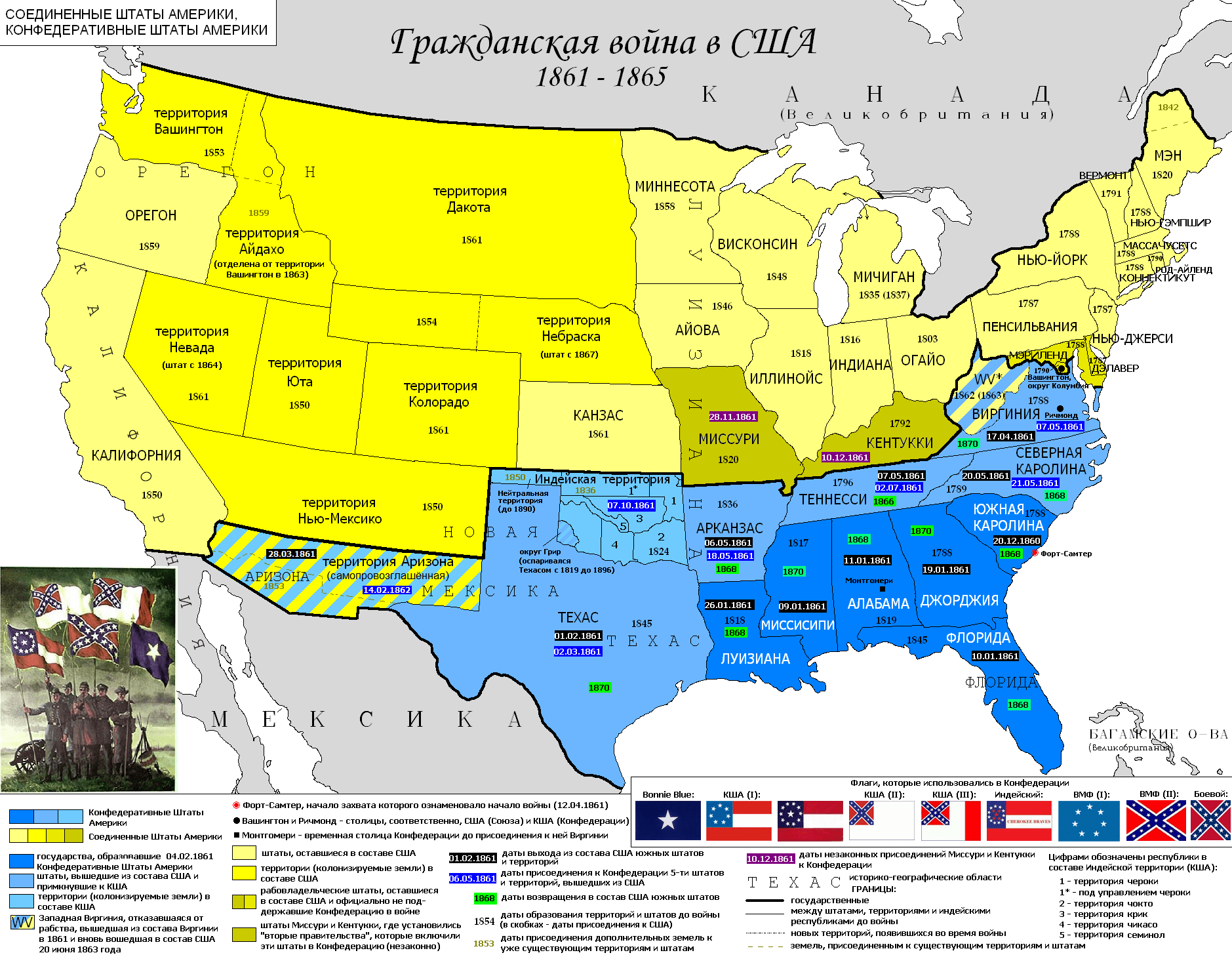
Кордони Конфедеративних Штатів Америки та ключові точки початку війни.

США спершу були засновані як конфедерація, підписавши Акт Конфедерації, але пізніше перетворилися на федерацію, ратифікувавши сучасну (з деякими поправками) Конституцію США у 1789 році. 

Також, Громадянська війна в Америці почалась із створення Конфедеративних Штатів Америки. 

### ЄС
Європейський Союз можна досить умовно віднести до конфедерації, оскільки це насамперед економічний союз, який складається з ряду країн, які зберігають свій суверенітет. Конституція ЄС була ратифікована не усіма суб'єктами ЄС, а деякі розглядали питання виходу з конфедерації. Це головна ознака конфедерації, коли суб'єкт узгоджує, але не завжди виконує загальні умови, враховуючи свої культурно-історичні традиції, особливості господарювання, території.

### Швейцарія
Тривалий час Швейцарія була справжньою конфедерацією, навіть спроба Наполеона Бонапарта перетворити її на цілісну Гельветійську Республіку завершились відновленням її конфедеративного устрою. Зараз Швейцарія незважаючи на те, що в її назві досі зберігається слово «конфедерація» являє собою єдину країну з федеративною формою правління.

### Югославія
У період розпаду Югославії вона була перетворена з унітарної країни на конфедеративний Союз Сербії та Чорногорії. Кожна країна могла вільно вийти зі складу цього союзу, чіткого державного та політичного центру цей Союз також не мав, все це мало продемонструвати свободу вибору його засновників, повагу думки кожного з них, та зняти питання розпаду цього державного об'єднання. В 2006 році Союз Сербії та Чорногорії остаточно розпався на Чорногорію та Сербію, а 2008 року Сербія де-факто втратила одну із своїх автономій — Косово.
Також досить спірне питання щодо конфедеративного статусу Боснії і Герцеговини. В її конституції зазначено що кожна з вищезазначених країн є ентинентом (самостійною частиною) Боснії і Герцеговини але там чітко не зазначено чи є вони частинами однієї країни чи вони окремі держави. Також досить спірне питання щодо виходу ентинентів із складу Боснії і Герцеговини.
Досить спірне питання щодо конфедеративного статусу Росії: в 1994 році була укладена угода про взаємне делегування повноважень між Росією та Татарстаном, де Татарстан був вказаний як асоційована з Росією конфедеративна держава.

## Історія
Історія знає приклади конфедерацій з центральними органами, що володіють як широкими, так і майже чисто формальними повноваженнями. Так на ранньому етапі формування своєї державності, США були конфедерацією з вкрай слабким центром. Ось, що говорилося в декларації на початку «Статей Конфедерації», видані в 1777 році: «Зазначені штати, кожен окремо, укладають між собою міцні дружні союзи з метою спільної оборони, захисту своїх свобод і загального добробуту. Вони з'єднуються один з одним, щоб надавати взаємну допомогу проти будь-яких чужих сил або нападів, спрямованих проти всіх відразу або проти кожного з них окремо, під приводом релігії, суверенітету або чогось іншого».
Таким чином, в цій декларації відбилися такі риси конфедерації як незалежність входять в конфедерацію суб'єктів («кожен окремо») і спільні цілі суб'єктів (самооборона, захист свобод.) При цьому «Статті Конфедерації» були слабкою конституцією: рішення центрального законодавчого органу мали консультативний характер, а деякі штати зберігали повний суверенітет майже з усіх питань. Надалі «Статті Конфедерації» зазнали критики з боку «батьків-засновників».
Найяскравішим прикладом існування конфедерації прийнято вважати Швейцарію. Такий державний устрій вона отримала після того, як 1 серпня 1291 року три швейцарські кантони підписали «Союзний лист». Цікаво, що коли в 1798 році Франція окупувала Швейцарію і перетворила її в унітарну Швейцарську Республіку, унітарний устрій не прижився в колишній конфедерації і вже в 1803 році Франції довелося повернути «відібрану» децентралізовану систему влади. Однак уже в середині XIX століття процес федералізації Швейцарії набрав більших оборотів. Прикладом того може служити придушення спроби сецесії семи кантонів в 1847 році.
Цікаво, що деякі дослідники розмежовують поняття конфедерації і конфедералізму, при цьому вказуючи, що однозначного визначення останнього в літературі ще немає. Так, Грей Еванс і Джеффрі Ньюхем, укладачі авторитетного «Словника міжнародних відносин», дають визначення саме конфедералізм, а не конфедерація. Серед рис цього явища англійські дослідники відзначають наступне. «Конфедералізм, як всі теорії інтеграції, є і процес, і кінцевий стан». «… „Конфедералізм“ прагне задовольнити ті потреби, які виникають від такого впливу „впливу взаємозалежності і глобалізації“, за рахунок спільної роботи держав і їх співпраці». У конфедералізмі можливо змінити «як відносини між частинами, складовими конфедеративного цілого, так і саме це ціле — в тому випадку, якщо ця діяльність переходить певні межі складності».
Визначення Еванса і Ньюхема орієнтується не на якісь теоретичні конструкти, а, перш за все, на аналіз реальної практики функціонування конфедерацій, дослідження «живого» матеріалу. А так як найбільш наочним і цікавим прикладом прояву конфедералізм сьогодні є ЄС, то можна говорити, що сучасне поняття конфедералізм формується в безпосередньому зв'язку з розвитком ЄС, спираючись на такі документи, як Лісабонський договір. Втім, індуктивна методика взагалі характерна для визначення конфедерації. А. Н. Медушевський, наприклад, визначає конфедералізм як міжнародно-правове, а не державне утворення.
Деякі західні вчені пропонують сьогодні дуже широке тлумачення поняття конфедерація, приводячи як приклади існування відомих міжнародних організацій (приклад — ООН). Дійсно, конфедеративний принцип в тій чи іншій мірі відбивається в структурі багатьох міжнародних (наднаціональних організацій). Ці відображення знаходять себе у використанні організаціями двох основних правил — рівність учасників і одноголосне прийняття рішень.
З точки зору З. Махмудова, важлива риса конфедерації — її недовговічний і перехідний характер. Причини розпаду цього державного устрою або перетворення його в іншу форму можуть бути різними і залежать від конкретних історичних та інших обставин. Запорукою успішного існування та функціонування конфедерації є відповідність рівня правосвідомості населення цілям і задачам створених державою.
На сьогоднішній день жодну державу не можна назвати суто конфедеративною. При цьому конфедеративна думка розвивається досить активно. Розвиток ознак конфедерації відбувається не в результаті процесів децентралізації всередині великих держав, а в результаті об'єднання держав.

## Інші конфедерації
- У Франції — союз, організація, асоціація.
- У Речі Посполитій — політичний союз шляхти, міщан, духовенства.
- У Японії середньовіччя і раннього часу — територіальний союз дрібної знаті чи простолюду[1].
- Конфедерація незалежних систем — вигадана організація у всесвіті Зоряних війн.